# Casa-fàbrica Galofre-Dodero
La casa-fàbrica Galofre-Dodero era un conjunt d'edificis situat als carrers Nou de la Rambla, de l'Om i de Santa Madrona del Raval de Barcelona, conservats parcialment. Incloïa també el passatge de l'Om, actualment desaparegut.

## Història
El 1792, el comerciant Josep Galofre va adquirir en enfiteusi (mitjançant reconeixement o agnició de bona fe del manter Josep Ordinas) una part de l'hort de Jaume Prats al final del carrer del Comte de l'Asalto, tocant a la Muralla de Terra, on va fer construir una casa amb cinc portals (núm. 97). El 1795, va adquirir al també comerciant Jaume Pujol i Pons una casa al carrer de l'Om (núm. 6) amb un hort al darrere. En aquests terrenys, hi va fer construir, entre d'altres, una «quadra» de planta baixa i pis destinada a filatura de cotó. També tenia unes cases a la cantonada del carrer de l'Om (núms. 2-4) i Nou de la Rambla (núm. 81), a la banda meridional de les quals s'obria un passatge que comunicava amb l'hort.

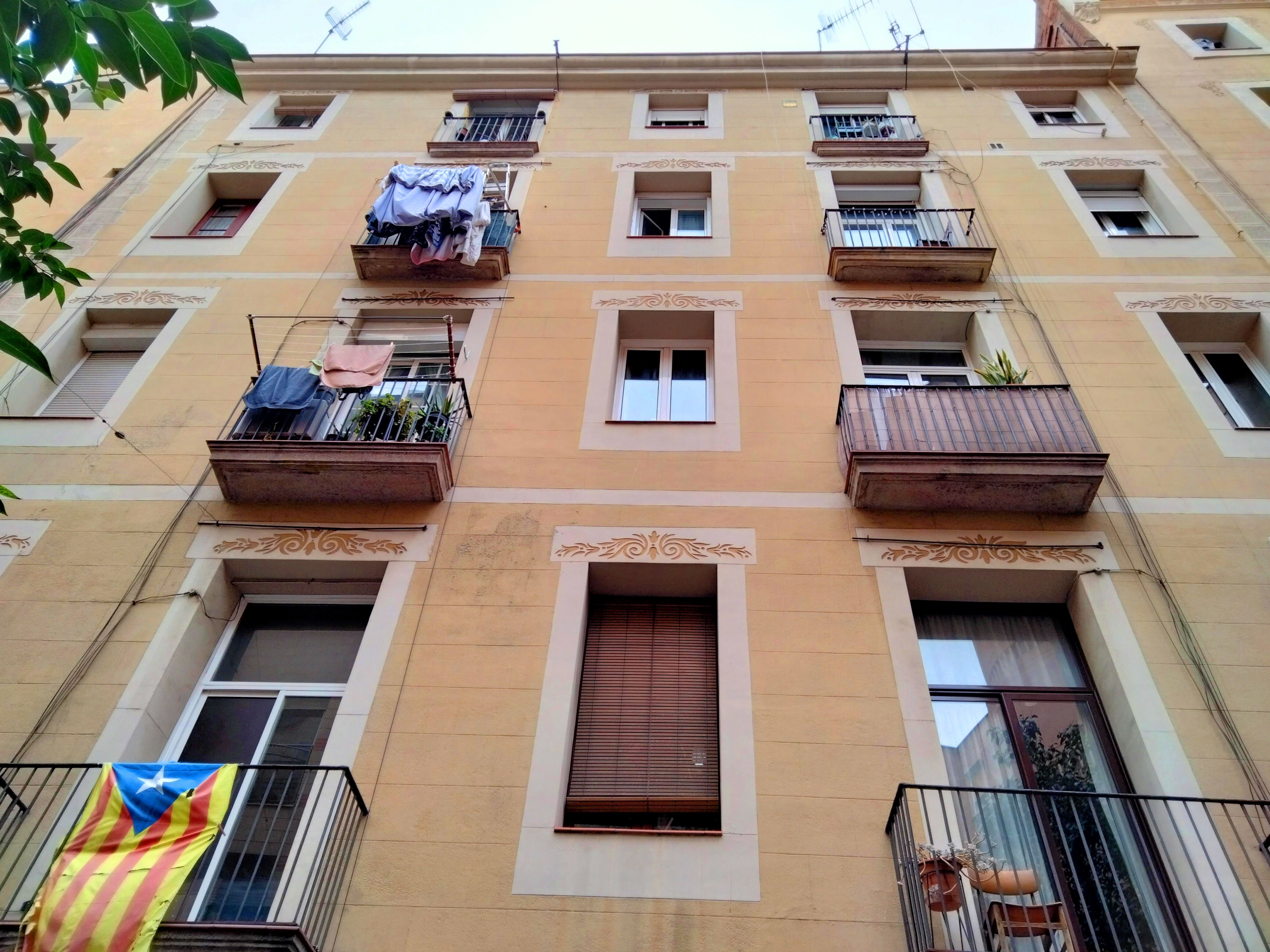
Façana del número 6 del carrer de l'Om

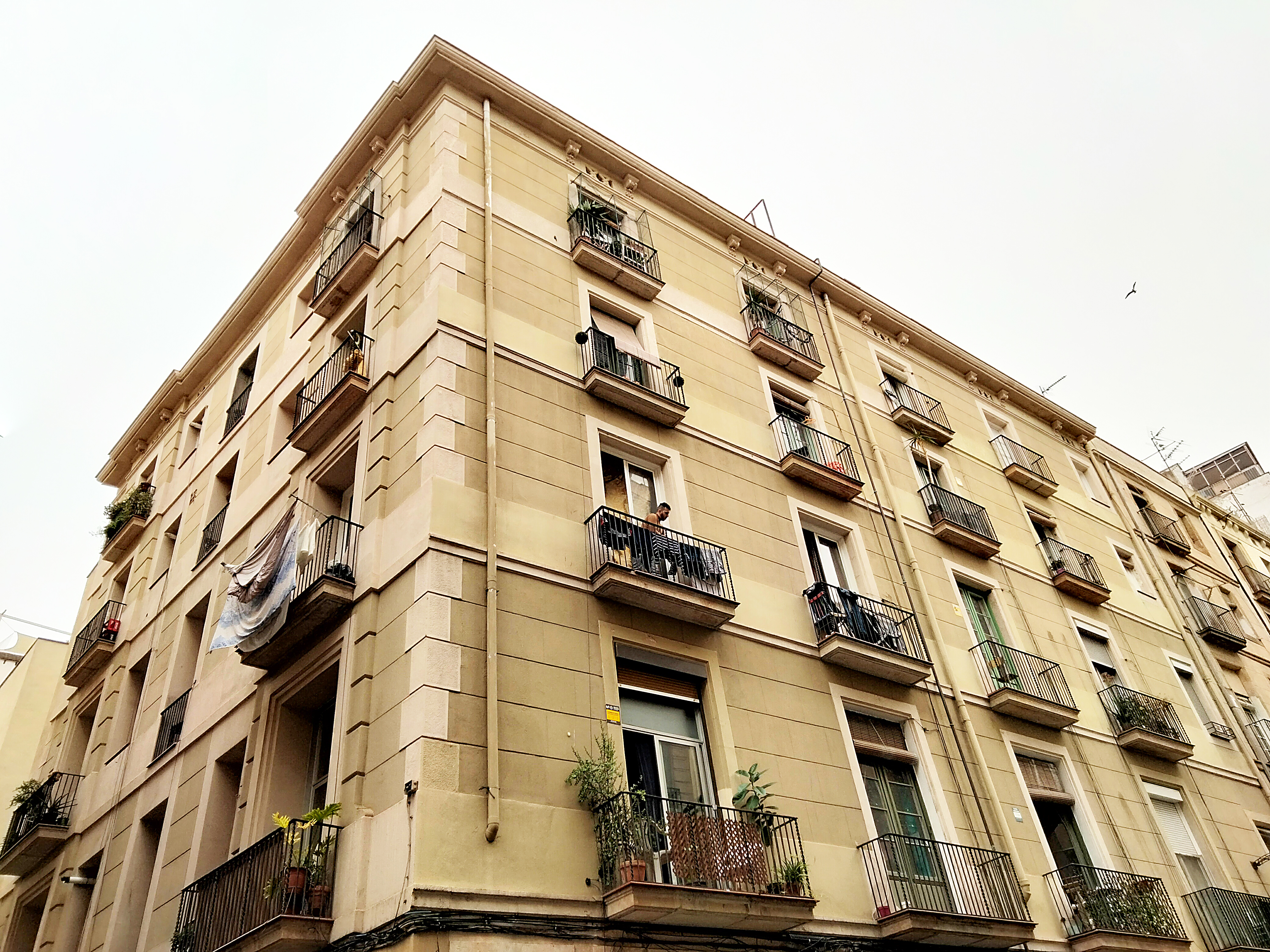
Edifici a la cantonada del carrer Nou de la Rambla i el carrer de Santa Madrona

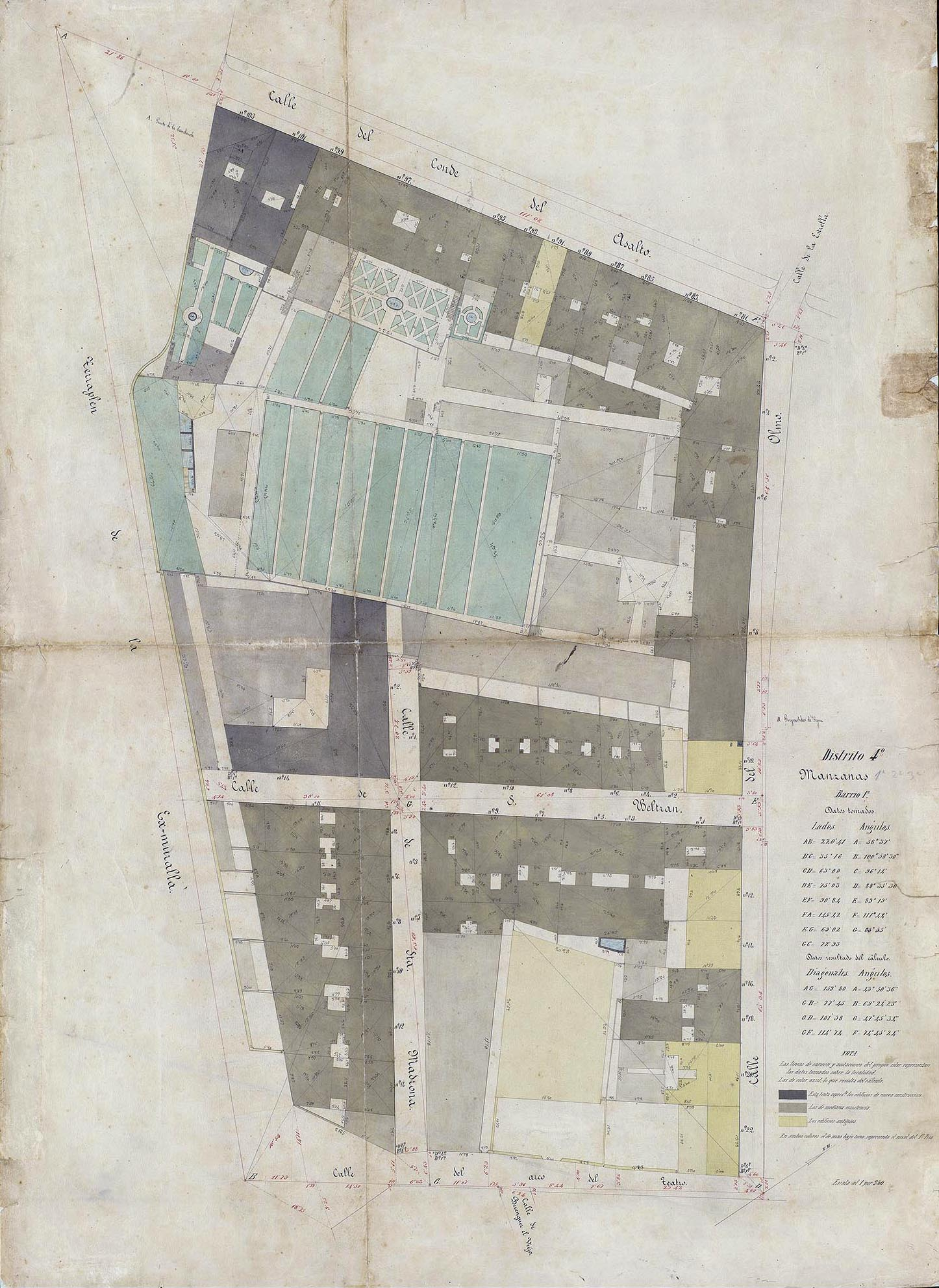
Quarteró núm. 84 de Garriga i Roca (c. 1860)

El 1829, Galofre va posar en lloguer la seva casa del carrer Nou de la Rambla amb els magatzems, les cavallerisses i el jardí, i el 1832 va vendre amb pacte de retrovenda o carta de gràcia les cases de la cantonada al comerciant i terratinent Rafael Sabadell i Barnús. El 1833, ja mort, el Tribunal de Comerç va ordenar la venda del mobiliari i la roba de la casa, i els seus marmessors van fer dació en pagament de la propietat a la seva neboda Rafaela Galofre i al marit d'aquesta, Bonaventura Carol, que van litigar contra Rafael Sabadell i Permanyer (fill i hereu de l'anterior), Finalment, el 1851 en van fer insolutumdació al comerciant d'origen italià Josep Oriol Dodero i Ponte, que va demanar permís per a remuntar un quart pis a la casa del núm. 6 per a igualar-la en alçada amb la dels núms. 2-4, així com modificar les finestres i engrandir el portal que dona accés al passatge (a la reixa del qual figuren les inicials JOD entrellaçades), segons el projecte del mestre d'obres Joan Soler i Cortina.
El 1834, el constructor de màquines Lluís Perrenod va demanar al govern espanyol que li concedís franquícies aranzelàries i privilegi per a l'establiment d’una foneria i taller de construcció de maquinària als núms. 10 i 11 (antics) del carrer de l'Om. La Junta de Comerç donà el vist-i-plau a les franquícies i s'oposà a la petició de privilegi. El 1839, Perrenod va fer fallida i cap al 1844 s'hi instal·là el constructor de màquines anglès Joseph White.
Als anys 1840 es va instal·lar al carrer Nou de la Rambla, 97 (antic 51) la foneria tipogràfica de Louis Starck i Cia, (continuada per la seva vídua), i a la dècada següent, la fàbrica de gèneres de punt de Víctor Bouvier (continuada posteriorment per Joan Holh i Jordi Syz), i al passatge de l'Om, la fàbrica de sabó de Jacint Casas i Colomer i la de perfumeria de Bouvier, Gerard i Cia. A principis del 1853, aquesta darrera va protagonitzar un episodi de publicitat deslleial quan van anunciar al Diario de Barcelona una exposició al públic dels seus sabons criticant la qualitat dels locals, el que va motivar la resposta immediata dels altres fabricants, publicada al mateix diari. El 1858, i a causa de la separació dels socis Víctor Bouvier i Joan Baptista Gerard, es van treure a subhasta els gèneres i utensilis.
El 1872, Dodero va presentar un projecte del mestre d'obres Francesc Pedrol per a obrir un carrer a través del seu hort com a perllongació del carrer de Santa Madrona, i el 1887 va demanar-ne la conversió en carrer públic. que fou batejat amb el seu nom. Aquesta operació comportava la reforma de la casa del núm. 97, projectada per l'arquitecte Leandre Albareda, enderrocant-ne una crugia i dotant-la amb una nova façana lateral i d'un pis més. El 1886, Dodero va hipotecar la propietat com a garantia d'un préstec del fabricant Josep Llimona i Bonafont (1825-1889), i el 1888 es va subhastar per impagament, passant així a mans de Llimona. Mentrestant, un jutge va dictar una ordre de recerca i captura contra ell i el seu fill Antoni Dodero i Montobbio, comerciant, per estafa a Dolors Fontanellas i Sala.
El 1894, l'Ajuntament de Barcelona va licitar les obres d'urbanització del passatge d'Oriol Dodero, i el 1896 en va unificar el nom i la numeració amb els del carrer de Santa Madrona, segons el projecte de l'arquitecte municipal Pere Falqués. El 1903, els germans Joan i Josep Llimona i Bruguera hi van fer construir una fàbrica de velluts i pelfes sota la raó social Hereus de Josep Llimona, projectada per l'arquitecte reusenc Joan Rubió i Bellver. Aquesta fou enderrocada cap al 1983 per a la construcció d'una promoció d'habitatges, que també va obliterar el passatge de l'Om i la «quadra» del núm. 15.